# Fossa temporalis

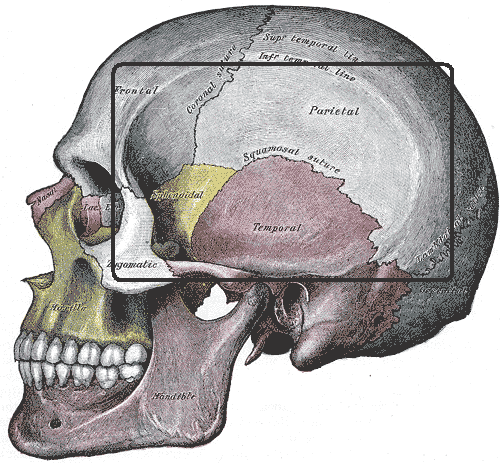
A koponya oldalról (a fekete téglalap jelöli a mélyedést)

A fossa temporalis egy mélyedés a koponya két oldalán. A linea temporalis és a processus zygomaticus határolja. Ezen a területen található a homlokcsont (os frontale) a halántékcsont (os temporale) a falcsont (os parietale) és az ékcsont (os sphenoidale) egy része. Ebben a mélyedésban található a halántékizom (musculus temporalis)